# Apogon capricornis
Apogon capricornis es una especie de pez de la familia de los apogónidos en el orden de los perciformes.

## Morfología
Los machos pueden alcanzar los 5,8 cm de longitud total.

## Distribución geográfica
Se encuentran en el Pacífico occidental: sur de la Gran Barrera de Coral, Mar del Coral y Nueva Gales del Sur (Australia).